# Keesha Sharp
Keesha Ulricka Sharp (* 9. Juni 1973 in New York City, New York) ist eine US-amerikanische Schauspielerin.

## Leben und Leistungen
Sharp studierte an der Boston Conservatory. Sie debütierte in einer Folge der Fernsehserie Welcome to New York aus dem Jahr 2000. Seit dem Jahr 2002 spielte sie in 40 Folgen der Fernsehserie Girlfriends, zuletzt in einer Folge aus dem Jahr 2008. Sie spielt in der Serie die Rolle von Monica Charles Brooks, der Verlobten von William Dent.
Sharp trat in zahlreichen Theaterstücken auf. Für ihre Rolle in Thunder Knockin'... gewann sie den Actress of the Year Award. Für die Rolle in Living in the Wind wurde sie für den Audelco Award nominiert. Im Musical The Producers spielte sie an der Seite von Nathan Lane mit.

## Filmografie (Auswahl)
- 2001: Law & Order: Special Victims Unit (Fernsehserie, Folge 2x20 Pique)
- 2001: Third Watch – Einsatz am Limit (Fernsehserie, Folge 2x19 Walking Wounded)
- 2001: Pootie Tang
- 2001: American Adobo
- 2002–2008: Girlfriends (Fernsehserie, 41 Folgen)
- 2003: Malibu’s Most Wanted
- 2003: Leprechaun 6: Back 2 tha Hood
- 2004: Still Standing (Fernsehserie, Folge 2x15 Still Flirting)
- 2004: Never Die Alone
- 2005–2006: Alle hassen Chris (Everybody Hates Chris, Fernsehserie, 8 Folgen)
- 2010–2012: Are We There Yet? (Fernsehserie, 77 Folgen)
- 2013: Melissa & Joey (Fernsehserie, Folge 3x13 Teach Your Children)
- 2013: Elementary (Fernsehserie, Folge 2x04 Poison Pen)
- 2013: Instant Mom (Fernsehserie, 2 Folgen)
- 2014: Bad Teacher (Fernsehserie, 3 Folgen)
- 2014: The Exes (Fernsehserie, Folge 4x07 Catch It 'Cause You Can)
- 2015–2016: American Crime Story: O.J. Simpson (Fernsehserie, 6 Folgen)
- 2016: Killer Coach (Fernsehfilm)
- 2016–2019: Lethal Weapon (Fernsehserie, 53 Folgen)
- 2017: Fixed
- 2017: Born Guilty
- 2017: Marshall
- 2017: This is Christmas
- 2017: You Have a Nice Flight
- 2018–2019: The Good Fight (Fernsehserie, 3 Folgen)
- 2019–2020: Empire (Fernsehserie, 7 Folgen)
- 2022: Titanic 666
- 2022: Grüne Laterne – Hüte dich vor meiner Macht (Green Lantern: Beware My Power, Stimme)
- 2023: Spring Breakthrough (Fernsehfilm)
- 2023: Power Book II – Ghost (Fernsehserie)